# European Digital SME Alliance
Die European DIGITAL SME Alliance ist der europäische Verband der mittelständischen IT-Unternehmen mit Sitz in Brüssel. Der Verband wurde 2007 (damals als Pan European ICT & eBusiness Network for SME) gegründet, um die Stimme von kleinen und mittelständischen IT-Unternehmen und deren Interessen gegenüber den europäischen Institutionen und anderen internationalen Organisationen zu vertreten. Die European DIGITAL SME Alliance vertritt mehr als 20.000 IT-Unternehmen aus 30 Ländern in der EU und in den Nachbarländern.

## Geschichte und wichtigste Erfolge
Nach einer öffentlichen Diskussion über die Patentierbarkeit von Software wurde 2007 die Pan European ICT & eBusiness Network for SME gegründet. Die Gründung erfolgte durch die UEAPME (Europäischer Verband des Handwerks für kleine und mittlere Unternehmen), deren Mitglied die DIGITAL SME Alliance seit der Gründung ist.
2013 gehörte das Pan European ICT & eBusiness Network for SME zu den Gründungsmitgliedern von SBS (Small Business Standards). Seitdem wurden regelmäßig Vertreter der DIGITAL SME Alliance in den Vorstand von SBS berufen und nahmen als Experten an den technischen Komitees der europäischen Normungsgremien teil.
Im Jahr 2016 hat das Pan European ICT & eBusiness Network for SME seinen Namen in European DIGITAL SME Alliance geändert. Im selben Jahr wurde der Verband zudem Gründungsmitglied einer anderen Organisation – der European Cyber Security Organization (ECSO). Die European DIGITAL SME Alliance ist im Management der ECSO vertreten, da Präsident Oliver Grün auch zum Mitglied des ECSO-Vorstands und des Partnership Board ernannt wurde. Sebastiano Toffaletti, Generalsekretär der DIGITAL SME, führt darüber hinaus den Vorsitz in der WG4 zur Unterstützung der KMU, Koordinierung mit Ländern (insbesondere der Ost- und Zentral-EU) und Regionen.
Ebenfalls 2016 wurde die European DIGITAL SME Alliance Mitglied und Unterstützer der neu geschaffenen Koalition für digitale Kompetenzen und Arbeitsplätze, eine von der Europäischen Kommission ins Leben gerufene Initiative zur Schließung der Lücke im Bereich E-Skills in Europa.
DIGITAL SME setze sich für die Schaffung eines offenen Marktes für Datennutzung ein, auf dem sowohl Hersteller als auch Benutzer von Maschinen produzierte Daten nutzen dürfen. Die Empfehlungen der DIGITAL SME aus dem Jahr 2015 wurden von der Europäischen Kommission aufgegriffen, die 2017 den Aufbau einer europäischen Datenwirtschaft. und das dazugehörige Arbeitsdokument der Kommissionsdienststellen angekündigt hatte. Es wurde auf das Positionspapier der DIGITAL SME verwiesen, das 2016 veröffentlicht wurde.
Im Mai 2017 startete die European DIGITAL SME Alliance die #digitalSME4skills-Kampagne, die im Rahmen der Digital Skills and Jobs Coalition ins Leben gerufen wurde. Die Kampagne ruft europäische KMU auf, Fachkräfte auszubilden und ihnen zu helfen, digitale Kompetenzen durch Lehrlingsausbildungsprogramme zu erwerben. Darüber hinaus ist Oliver Grün dem Verwaltungsrat der Koalition beigetreten.
Im Juli 2017 hat die European DIGITAL SME Alliance als Reaktion auf die bevorstehende Überprüfung der europäischen Strategie für Cybersicherheit ihr Positionspapier. zur Cybersicherheit veröffentlicht, das in Zusammenarbeit mit ECSO entwickelt wurde.
Im Jahr 2019 hat DIGITAL SME ein Manifest mit 10 Prioritäten für Europa im digitalen Zeitalter herausgebracht, welches einen Beitrag zur Entwicklung einer Strategie für Digitalpolitik leisten soll.

## Präsidenten
Seit der Gründung im Jahr 2007 wurde die European DIGITAL SME Alliance von fünf Präsidenten geleitet:
- seit Juni 2015: Oliver Grün (Deutschland)
- 2013–2015: Bo Sejer Frandsen (Dänemark)
- 2012–2013: Charles Huthwaite (Großbritannien)
- 2010–2012: Bruno Robine (Frankreich)
- 2007–2010: Johann Steszgal (Österreich)

## Mitglieder
Die Mitglieder sind Verbände aus dem gesamten Europa und vertreten den IT-Mittelstand in nationalen und regionalen Märkten. Zu den Mitgliedern zählen:
- AGORIA (Belgien)
- BASSCOM – Bulgarian Association of Software Companies (Bulgarien)
- CNA – Comunicazione e Terziario Avanzato, Confederazione Nazionale dell’Artigianato e della Piccola e Media impresa (Italien)
- ESTIC / CONETIC – Asociación Empresarial del Sector TIC (Spanien)
- DIGITAL SME France (Frankreich)
- It-forum midtjylland (Dänemark)
- UKITA – United Kingdom IT Association (Großbritannien)
- BITMi – Bundesverband IT-Mittelstand e. V. (Deutschland)
- Vojvodina ICT Cluster (Serbien)
- Skilnett Ireland (Irland)
- Belgrade Chamber of Commerce, IT Association (Serbien)
- STIKK – Kosovo Association of Information and Communication Technology (Kosovo)
- Balkan and Black Sea ICT Clusters Network (Albanien, Bosnien und Herzegowina, Rumänien, Kosovo, Lettland, Bulgarien, Griechenland, Montenegro, Nordmazedonien, Serbien, Ukraine, Ukraine)
- CLUSIT – Associazione Italiana per la Sicurezza Informatica (Italien)

## Ziele und Aktivitäten
Die European DIGITAL SME Alliance verfolgt folgende Ziele:
- Vertretung der Interessen aller Mitglieder gegenüber den Institutionen der Europäischen Union
- Förderung des Erfahrungs- und KnowHow-Austausch unter den Mitgliedern
- Durchführung von Aktionen auf europäischer Ebene, die sich mit verschiedenen Themen befassen, die für kleine und mittelständische IT-Unternehmen relevant sind. Zu diesen Maßnahmen oder Initiativen könnten gehören die Teilnahme an oder Organisation von Schulungsprogrammen, Konferenzen, Seminaren und Forschungsaktivitäten
- Informieren der Mitglieder über politische Themen, die für kleine und mittelständische IT-Unternehmen relevant sind

Der Verband versteht sich als „Sprachrohr“ der mittelständischen IT-Unternehmen in Europa. Zu ihren Hauptaufgaben und -zielen zählen:
- europaweites Netzwerk aus IKT-Unternehmen ausbauen
- Lösungen europäischer IKT-Unternehmen stärker am europäischen Markt positionieren
- einheitliche Standards für europäische IKT-Unternehmen festlegen
- die Mitwirkungsmöglichkeiten kleiner IT-Unternehmen an europäischen Programmen wesentlich erweitern
- IKT-Support-Programme für die Europäische Union entwickeln
- Networking und Erfahrungsaustausch der Mitgliedsunternehmen fördern
- IKT-Skills branchen- und unternehmensübergreifend nutzen

## Mitgliedschaften
Die European DIGITAL SME Alliance ist
- Gründungsmitglied von Small Business Standards (SBS);
- Gründungsmitglied der European Cyber Security Organization (ECSO);
- Mitglied der Europäischen Vereinigung für das Handwerk, kleine und mittlere Unternehmen (UEAPME).